# 野崎 (三鷹市)

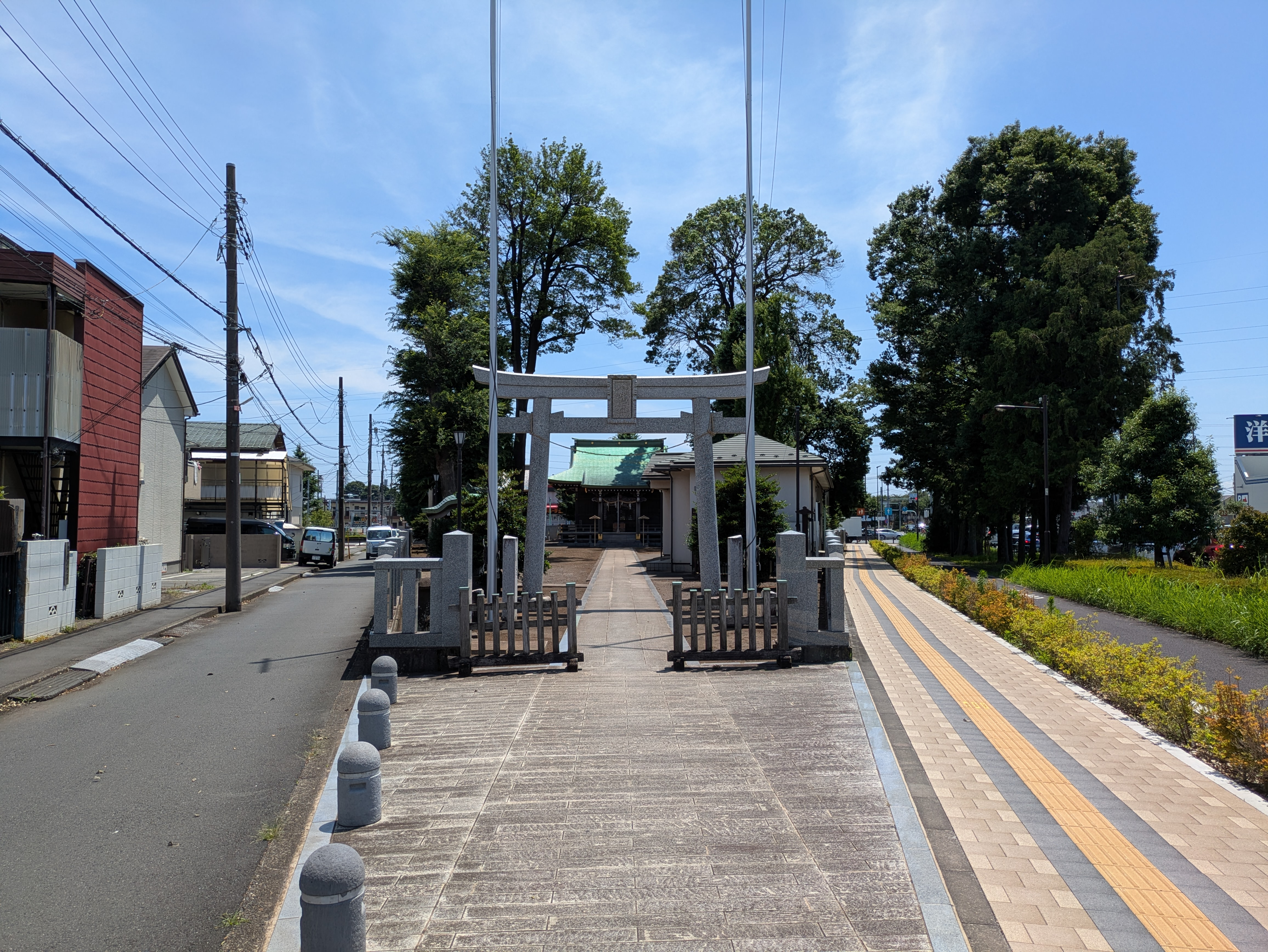
野崎八幡社（2025年6月）

野崎 （のざき）は、東京都三鷹市の町名。現行行政地名は野崎一丁目から野崎四丁目。住居表示実施済み区域である。郵便番号は181-0014。

## 地理
三鷹市中部に位置し、人見街道の周辺に東西に長い町域を持つ。東西端が南へ大きくせり出す三鷹市域の「股」の部分に位置する。
東から時計回りに、新川、下連雀、上連雀、井口、深大寺、大沢、調布市深大寺北町、調布市深大寺東町に接する。
町内の多くが住宅地または生産緑地地区として利用されているが、東八道路沿いは企業やロードサイド店舗が多く建ち並ぶ。

### 地価
住宅地の地価は、2025年（令和7年）1月1日の公示地価によれば、野崎1-7-14の地点で35万9000円/m2となっている。

## 世帯数と人口
2025年（令和7年）1月1日現在の世帯数と人口は以下の通りである。
| 丁目       | 世帯数    | 人口    |
| ---------- | --------- | ------- |
| 野崎一丁目 | 521世帯   | 994人   |
| 野崎二丁目 | 1,246世帯 | 2,500人 |
| 野崎三丁目 | 1,053世帯 | 2,389人 |
| 野崎四丁目 | 266世帯   | 619人   |
| 計         | 3,086世帯 | 6,502人 |

## 小・中学校の学区
市立小・中学校に通う場合、学区は以下の通りとなる
| 丁目       | 番地                     | 小学校               | 中学校             |
| ---------- | ------------------------ | -------------------- | ------------------ |
| 野崎一丁目 | 1～13番 15番 16番3～18号 | 三鷹市立南浦小学校   | 三鷹市立第一中学校 |
| 野崎一丁目 | その他                   | 三鷹市立第二小学校   | 三鷹市立第二中学校 |
| 野崎二丁目 | 全域                     | 三鷹市立第二小学校   | 三鷹市立第二中学校 |
| 野崎三丁目 | 全域                     | 三鷹市立第二小学校   | 三鷹市立第二中学校 |
| 野崎四丁目 | 全域                     | 三鷹市立大沢台小学校 | 三鷹市立第七中学校 |

## 歴史

### 地名の由来
深大寺の村続きの野原に因む説、武蔵七党・野与党の野崎光員の所領に因む説など諸説ある。

## 交通

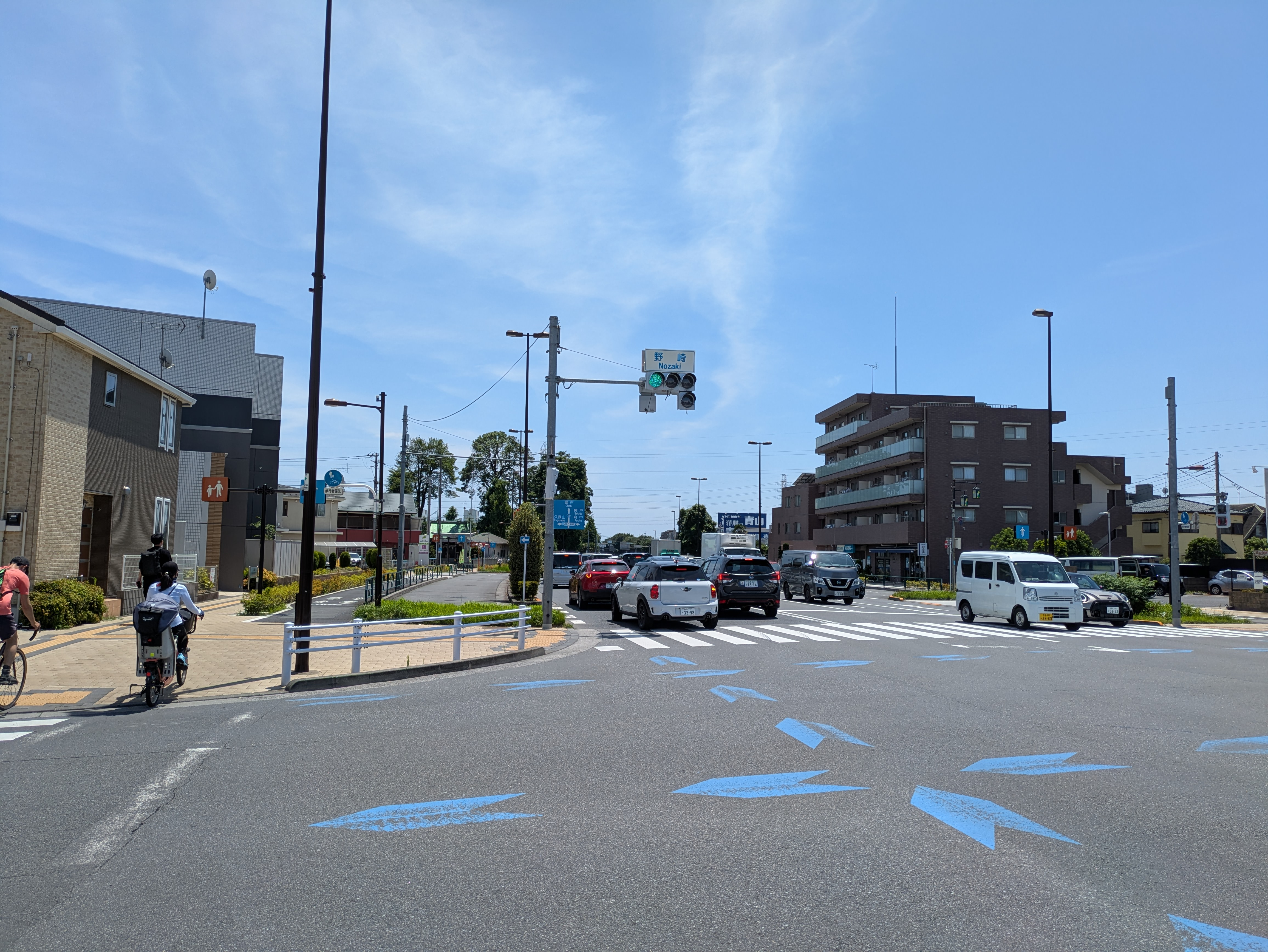
人見街道・調布保谷線 野崎交差点（2025年6月）

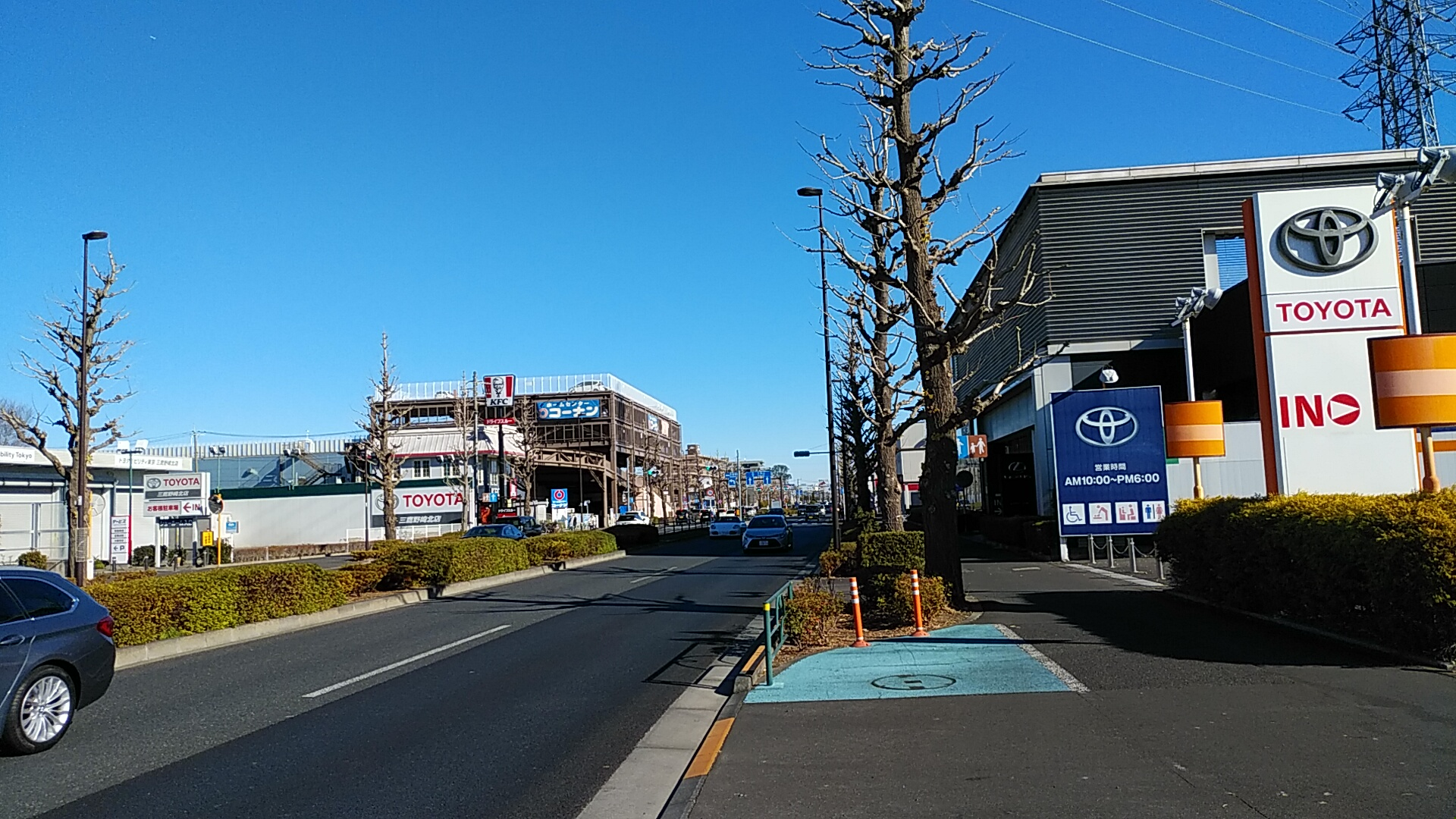
野崎　東八道路（2025年1月）

町域内に鉄道駅はなく、JR中央線の三鷹駅または武蔵境駅が最寄の鉄道駅となる。
| バス移動により利用可能 |
| --- |
| 京王線 - 布田駅(KO 17) - 調布駅(KO 18) JR中央線 西武多摩川線 - 武蔵境駅(JC 13)(SW 01) JR中央線 JR中央・総武線各駅停車 - 三鷹駅(JC 12)(JB 01) JR中央線 JR中央・総武線各駅停車 京王井の頭線 - 吉祥寺駅(JC 11)(JB 02)(IN 17) |

### バス
小田急バスと京王バスにより、周辺各駅を連絡する路線が運行されている。以下、町域内のバス停のみ記載。一部の本数が少ない系統は記載しない。
- 吉01（小田急）: 人見街道などを経由して、吉祥寺駅と武蔵境駅を結ぶ路線。

（吉祥寺駅方面） - 三鷹市役所前 - 上連雀八丁目 - 医師会館 - 野崎 - 野崎二丁目 - 第二小学校前 - 大沢 -（武蔵境駅方面）
- 吉06（小田急）: 人見街道・武蔵境通りなどを経由して、吉祥寺駅と調布駅を結ぶ路線。

（吉祥寺駅方面） - 三鷹市役所前 - 上連雀八丁目 - 医師会館 - 野崎 -（調布駅方面）
- 鷹52（小田急）: 人見街道などを経由して、三鷹駅と多磨駅・府中市朝日町方面を結ぶ路線。

（三鷹駅方面） - 上連雀八丁目 - 医師会館 - 野崎 - 野崎二丁目 - 第二小学校前 - 大沢 -（榊原記念病院・多磨駅方面）
- 鷹56（小田急）: 武蔵境通りなどを経由して、三鷹駅と調布駅を結ぶ路線。

（三鷹駅方面）- 野崎 -（神代植物公園・調布駅方面）
- みたかシティバス 北野ルート

（北野方面） - 三鷹市役所前 - 上連雀八丁目 - 医師会館 - 野崎 - 配水場前 -（三鷹駅方面）
- 境92（小田急）: 武蔵境駅から野崎二丁目地区を循環し、武蔵境駅へ戻る路線。

（武蔵境駅方面）→ 京王ストアー前 → 吉野南 → 野崎八幡 → 野崎 →（武蔵境駅方面）
- 鷹58（小田急）: 東八道路などを経由し、三鷹駅と調布飛行場を結ぶ路線。土休日2往復のみ運行。

（調布飛行場方面）- 吉野西 - 松下電工 - 野崎八幡 - 吉野東 -（三鷹駅方面）
町内のバス停のうち、三鷹市役所前または上連雀八丁目のみ停車する系統は以下の通り。
- 吉07（小田急）: 吉祥寺駅と三鷹駅を、人見街道を経由で結ぶ路線。
- 吉14（小田急）: 吉祥寺駅と調布駅を、むらさき橋通り・三鷹通り経由で結ぶ路線。
- 鷹54（小田急）: 三鷹駅と仙川駅を、三鷹通り・杏林大学病院経由で結ぶ路線。
- 鷹59（小田急）: 三鷹駅と三鷹市役所の間を循環する路線。三鷹通り→むらさき橋通り経由で時計回りに運行。
- 鷹60（小田急）: 鷹59の逆順（反時計回り）に循環する路線。
- 鷹61（小田急）: 三鷹駅と調布駅を、三鷹通り・杏林大学病院などを経由して結ぶ路線。
- 鷹62（小田急）: 鷹61のうち、三鷹駅～晃華学園のみ運行する路線。
- 鷹65（小田急）: 三鷹駅と深大寺・神代植物公園を、三鷹通り経由で結ぶ路線。
- 鷹66（京王）: 三鷹駅と調布駅を、むらさき橋通り・三鷹通り経由で結ぶ路線。

### デマンド交通
三鷹市により西部エリアAIデマンド交通（めぐり号・ほたる号）が運行されており、町内に8箇所の乗降スポットが設置されている。
- 乗降可能範囲
  - 大沢、井口、深大寺（全域）、野崎（二～三丁目）、三鷹市役所、杏林大学病院、元気創造プラザ
- 主な乗降スポット（カッコ内はスポット番号）
  - ファミリーマート天文台通り店／大沢バス停（G-1）
  - セブンイレブン野崎店（G-2）
  - キッチンコート野崎店（G-3）
  - コーナン三鷹店（G-4）

### 道路
- 東八道路（東京都道14号新宿国立線）
- 三鷹通り（東京都道121号武蔵野調布線）
- 武蔵境通り（東京都道12号調布田無線）
- 人見街道（東京都道110号府中三鷹線）